# Cmentarz wojenny w Piotrkowie (zachodni)
Cmentarz wojenny w Piotrkowie – cmentarz z okresu I wojny światowej znajdujący się w gminie Jabłonna, powiat lubelski. Cmentarz znajduje się przy drodze wojewódzkiej Lublin - Biłgoraj. Cmentarz jest otoczony płotem, za ogrodzeniem znajduje się mogiła zbiorowa.

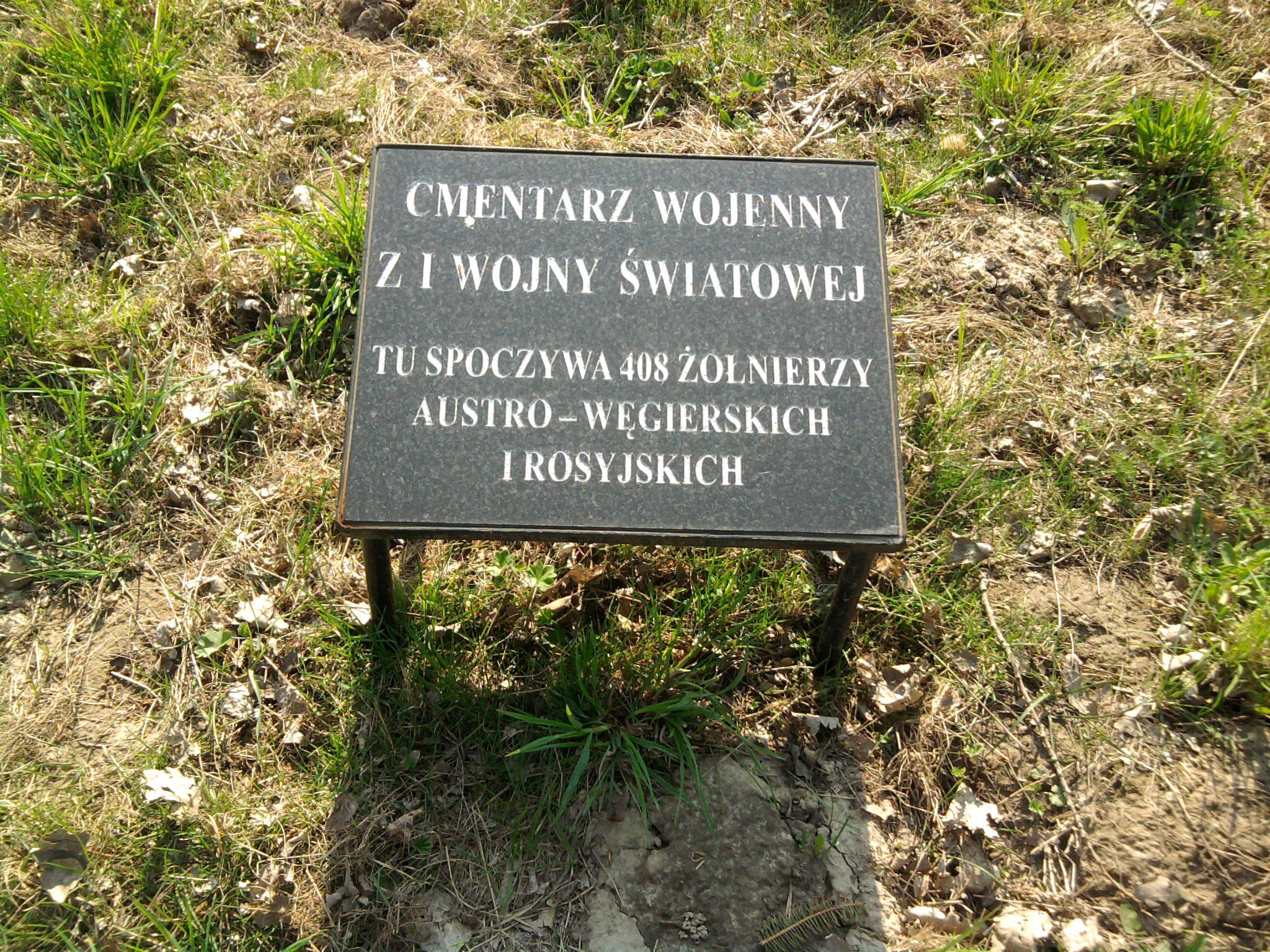
Tablica na cmentarzu

19 października 2016 roku odbyło się ponowne otwarcie i poświęcenie cmentarza. W uroczystości uczestniczyli Ambasador Republiki Austrii w Polsce, Thomas Buchsbaum, Konsul Honorowy RP w Austrii, Konsul Honorowy Austrii w Polsce oraz przedstawiciele Austriackiego Czarnego Krzyża i inni goście.
Pochowano tu prawdopodobnie 408 żołnierzy z okresu sierpnia-września 1914 r. oraz z lipca 1915 r.

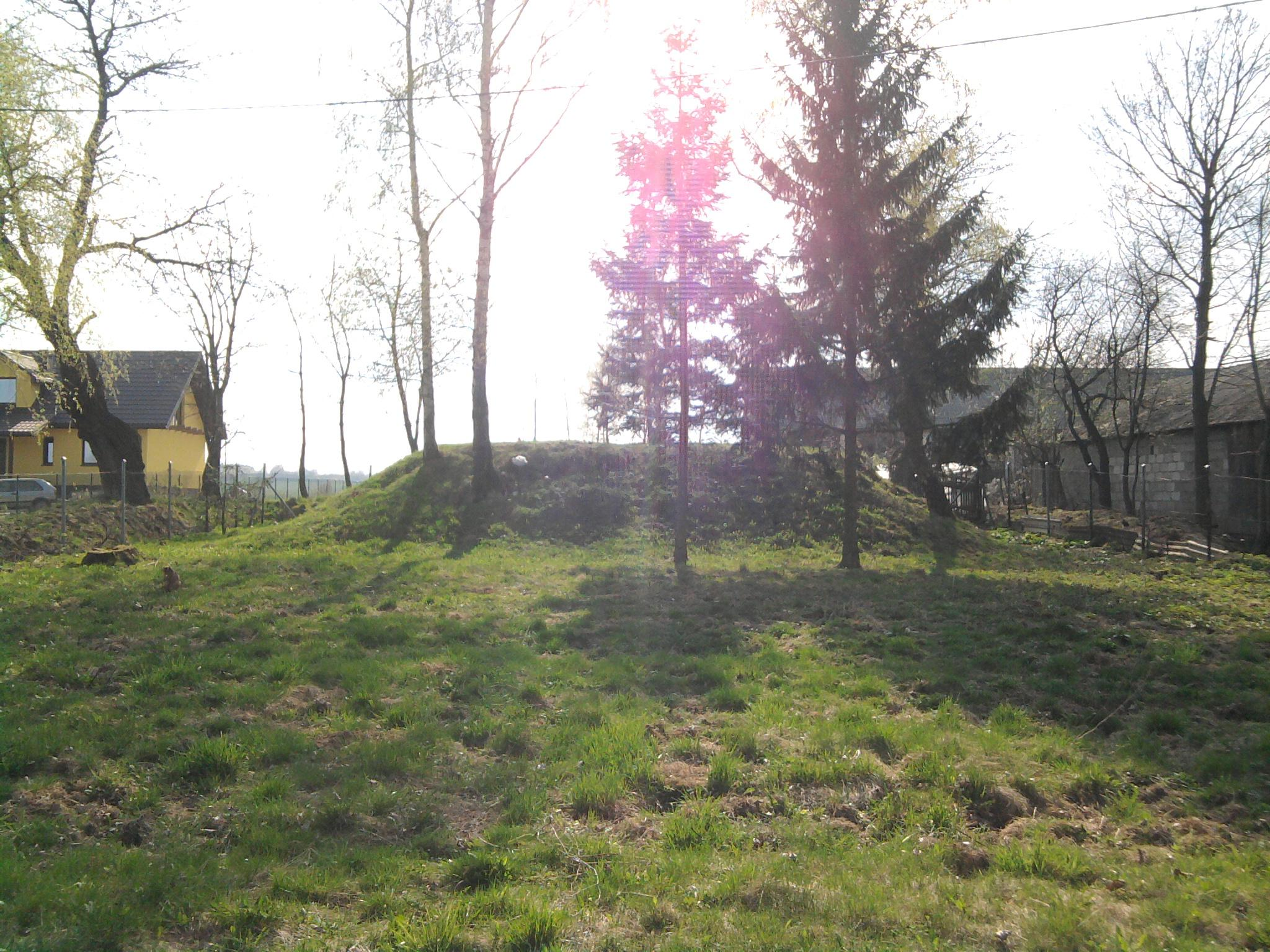
Mogiła zbiorowa

- żołnierzy austro-węgierskich
  - (m.in. z 12 pułku piechoty)
- żołnierzy armii carskiej